# 2025 en animation asiatique
Voir aussi : 2025 au cinéma - 2025 à la télévision
2024 en animation asiatique - 2025 en animation asiatique - 2026 en animation asiatique
Cet article présente les faits marquants de l'année 2025 en animation asiatique.

## Événements
- Février : Deux semaines après sa sortie en salles en Chine, le film d'animation Ne Zha 2 bat des records du nombre de spectateurs et de recettes, devenant le film le plus rentable de 2025, le film le plus rentable en Chine, le film en langue non anglaise le plus rentable de tous les temps[1], et le seul film non américain à figurer dans le top 50 des plus gros succès du box-office mondial[2].

## Diffusions au Japon

### Séries d'animation
| Saison            | Diffusion   | Diffusion | Titre | Studio d'animation                  | ref     |
| Saison            | Début       | Fin       | Titre | Studio d'animation                  | ref     |
| ----------------- | ----------- | --------- | --- | ----------------------------------- | ------- |
| H I V E R         | 2 janvier   | 27 mars   | BanG Dream! Ave Mujica                                                                                                  | Sanzigen                            | [ 3 ]   |
| H I V E R         | 2 janvier   | 27 mars   | Grisaia Phantom Trigger                                                                                                 | Bibury Animation Studios            | [ 4 ]   |
| H I V E R         | 2 janvier   | 28 mars   | Momentary Lily (en) | - GoHands - Frontier Works          | [ 5 ]   |
| H I V E R         | 2 janvier   | 3 avril   | Ameku M.D.: Doctor Detective (en)                                                                                       | Project No.9                        | [ 6 ]   |
| H I V E R         | 3 janvier   | 21 mars   | I'm Getting Married to a Girl I Hate in My Class (en)                                                                   | - Studio Gokumi - AXsiZ             | [ 7 ]   |
| H I V E R         | 4 janvier   | 22 mars   | S Rank Monster no "Behemoth" dakedo, neko to machigawa rete Elf musume no kishi (Pet) to shite kurashitemasu (en)       | - Zero-G - Saber Works              | ,       |
| H I V E R         | 4 janvier   | 22 mars   | Sorairo Utility (en) | Yostar Pictures                     | [ 9 ]   |
| H I V E R         | 5 janvier   | 23 mars   | 0-Saiji Start Dash monogatari (en) (saison 2)                                                                           | À venir                             | [ 10 ]  |
| H I V E R         | 5 janvier   | 23 mars   | Blue Exorcist -The Blue Night Saga-                                                                                     | Studio VOLN                         | [ 11 ]  |
| H I V E R         | 5 janvier   | 23 mars   | I Want to Escape from Princess Lessons (en)                                                                             | EMT Squared                         | [ 12 ]  |
| H I V E R         | 5 janvier   | 23 mars   | Okitsura: Fell in Love with an Okinawan Girl, but I Just Wish I Knew What She's Saying                                  | Millepensee                         | [ 13 ]  |
| H I V E R         | 5 janvier   | 23 mars   | Zenshu | MAPPA                               | [ 14 ]  |
| H I V E R         | 5 janvier   | 30 mars   | Medalist | ENGI                                | [ 15 ]  |
| H I V E R         | 5 janvier   | 30 mars   | Solo Leveling -Arise from the Shadow-                                                                                   | A-1 Pictures                        | [ 16 ]  |
| H I V E R         | 5 janvier   | À venir   | I'm Living with an Otaku NEET Kunoichi!?                                                                                | Quad                                | [ 17 ]  |
| H I V E R         | 6 janvier   | 24 mars   | Headhunted to Another World: From Salaryman to Big Four! (en)                                                           | - Geek Toys - CompTown              | ,       |
| H I V E R         | 6 janvier   | 24 mars   | I Have a Crush at Work (en)                                                                                             | Blade                               | [ 19 ]  |
| H I V E R         | 6 janvier   | À venir   | My Happy Marriage (saison 2)                                                                                            | Kinema Citrus                       | [ 20 ]  |
| H I V E R         | 6 janvier   | 24 mars   | Promise of Wizard (en)                                                                                                  | Liden Films                         | [ 21 ]  |
| H I V E R         | 6 janvier   | À venir   | Theatre of Darkness: Yamishibai (en) (saison 14)                                                                        | ILCA                                | [ 22 ]  |
| H I V E R         | 7 janvier   | 25 mars   | Bogus Skill "Fruitmaster" ~About that time I became able to eat unlimited numbers of Skill Fruits (that kill you)~ (en) | Asahi Production                    | ,       |
| H I V E R         | 7 janvier   | 25 mars   | Craque pour moi, Medaka !                                                                                               | SynergySP                           | [ 24 ]  |
| H I V E R         | 7 janvier   | 25 mars   | I'm a Noble on the Brink of Ruin, So I Might as Well Try Mastering Magic (en)                                           | Studio Deen                         | ,       |
| H I V E R         | 7 janvier   | 25 mars   | Unnamed Memory (en) (saison 2)                                                                                          | ENGI                                | [ 26 ]  |
| H I V E R         | 8 janvier   | 26 mars   | Flower and Asura (en)                                                                                                   | Studio Bind                         | [ 27 ]  |
| H I V E R         | 8 janvier   | 26 mars   | Ishura (saison 2) | Passione                            | [ 28 ]  |
| H I V E R         | 8 janvier   | 26 mars   | Possibly the Greatest Alchemist of All Time (en)                                                                        | Studio Comet                        | ,       |
| H I V E R         | 8 janvier   | 26 mars   | Tasokare Hotel (en) | PRA (ja)                            | [ 30 ]  |
| H I V E R         | 9 janvier   | 27 mars   | Dr. Stone: Science Future (partie 1)                                                                                    | TMS Entertainment                   | [ 31 ]  |
| H I V E R         | 9 janvier   | 27 mars   | Even Given the Worthless "Appraiser" Class, I'm Actually the Strongest (en)                                             | Okuruto Noboru                      | [ 32 ]  |
| H I V E R         | 9 janvier   | 27 mars   | Honey Lemon Soda | J. C. Staff                         | [ 33 ]  |
| H I V E R         | 9 janvier   | 27 mars   | Magic Maker: How to Make Magic in Another World (en)                                                                    | Studio Deen                         | [ 34 ]  |
| H I V E R         | 9 janvier   | 3 avril   | The Daily Life of a Middle-Aged Online Shopper in Another World (en)                                                    | East Fish Studio                    | [ 35 ]  |
| H I V E R         | 10 janvier  | 28 mars   | Anyway, I'm Falling in Love with You.                                                                                   | Typhoon Graphics                    | [ 36 ]  |
| H I V E R         | 10 janvier  | À venir   | Aquarion: Myth of Emotions (en)                                                                                         | Satelight                           | [ 37 ]  |
| H I V E R         | 10 janvier  | À venir   | Les Carnets de l'apothicaire (saison 2)                                                                                 | Toho Animation Studio OLM           | [ 38 ]  |
| H I V E R         | 10 janvier  | 28 mars   | Farmagia (en) | Bridge                              | [ 39 ]  |
| H I V E R         | 10 janvier  | 28 mars   | From Bureaucrat to Villainess: Dad's Been Reincarnated!                                                                 | Ajiadō                              | [ 40 ]  |
| H I V E R         | 11 janvier  | À venir   | Baban Baban Ban Vampire (en)                                                                                            | Gaina                               | [ 41 ]  |
| H I V E R         | 11 janvier  | À venir   | Cardfight!! Vanguard DivineZ Deluxe                                                                                     | - Kinema Citrus - Studio Jemi       | [ 42 ]  |
| H I V E R         | 11 janvier  | À venir   | I May Be a Guild Receptionist, but I'll Solo Any Boss to Clock Out on Time (en)                                         | CloverWorks                         | [ 43 ]  |
| H I V E R         | 11 janvier  | À venir   | Sakamoto Days | TMS Entertainment                   | [ 44 ]  |
| H I V E R         | 11 janvier  | À venir   | Übel Blatt | - Satelight - Staple Entertainment  | [ 45 ]  |
| H I V E R         | 11 janvier  | À venir   | UniteUp! -Uni:Birth- (en)                                                                                               | CloverWorks                         | [ 46 ]  |
| H I V E R         | 11 janvier  | À venir   | Welcome to Japan, Ms. Elf! (en)                                                                                         | Zero-G                              | [ 47 ]  |
| H I V E R         | 12 janvier  | 30 mars   | Les 100 petites amies qui t'aiiiment à en mourir (saison 2)                                                             | Bibury Animation Studios            | [ 48 ]  |
| H I V E R         | 12 janvier  | À venir   | I Left My A-Rank Party to Help My Former Students Reach the Dungeon Depths! (en)                                        | BN Pictures                         | [ 49 ]  |
| H I V E R         | 12 janvier  | À venir   | Kinnikuman: Perfect Origin (saison 2)                                                                                   | Production I.G                      | [ 50 ]  |
| H I V E R         | 12 janvier  | À venir   | Mahō tsukai Precure!! ～Mirai Days～                                                                                    | - Studio Deen - Toei Animation      | [ 51 ]  |
| H I V E R         | 12 janvier  | À venir   | Majin sōzō den Wataru                                                                                                   | Bandai Namco Pictures               | [ 52 ]  |
| H I V E R         | 12 janvier  | 30 mars   | The Red Ranger Becomes an Adventurer in Another World (en)                                                              | Satelight                           | [ 53 ]  |
| H I V E R         | 12 janvier  | 30 mars   | Toilet-Bound Hanako-kun (saison 2, partie 1)                                                                            | Lerche                              | [ 54 ]  |
| H I V E R         | 2 février   | À venir   | You and Idol Precure | Toei Animation                      | [ 55 ]  |
| P R I N T E M P S | 31 mars     | À venir   | Sword of the Demon Hunter: Kijin Gentôshô (en)                                                                          | Yokohama Animation Laboratory       | [ 56 ]  |
| P R I N T E M P S | 1er avril   | À venir   | Once Upon a Witch's Death (en)                                                                                          | EMT Squared                         | [ 57 ]  |
| P R I N T E M P S | 2 avril     | À venir   | The Beginning After the End                                                                                             | Studio A-Cat                        | [ 58 ]  |
| P R I N T E M P S | 2 avril     | À venir   | Catch Me at the Ballpark! (en)                                                                                          | EMT Squared                         | [ 59 ]  |
| P R I N T E M P S | 2 avril     | À venir   | Please Put Them On, Takamine-san (en)                                                                                   | Liden Films                         | [ 60 ]  |
| P R I N T E M P S | 2 avril     | À venir   | Your Forma (en) | Geno Studio                         | [ 61 ]  |
| P R I N T E M P S | 3 avril     | À venir   | The Brilliant Healer's New Life in the Shadows (en)                                                                     | Makaria                             | [ 62 ]  |
| P R I N T E M P S | 3 avril     | À venir   | Rock Is a Lady's Modesty                                                                                                | Bandai Namco Pictures               | [ 63 ]  |
| P R I N T E M P S | 4 avril     | À venir   | Bye Bye, Earth (en) (saison 2)                                                                                          | Liden Films                         | [ 64 ]  |
| P R I N T E M P S | 4 avril     | À venir   | Can a Boy-Girl Friendship Survive? (en)                                                                                 | J. C. Staff                         | [ 65 ]  |
| P R I N T E M P S | 4 avril     | À venir   | The Dinner Table Detective (en)                                                                                         | Madhouse                            | [ 66 ]  |
| P R I N T E M P S | 4 avril     | À venir   | Wind Breaker (saison 2)                                                                                                 | CloverWorks                         | [ 67 ]  |
| P R I N T E M P S | 5 avril     | septembre | Anne Shirley | Answer Studio                       | [ 68 ]  |
| P R I N T E M P S | 5 avril     | À venir   | Black Butler -Emerald Witch Arc-                                                                                        | CloverWorks                         | [ 69 ]  |
| P R I N T E M P S | 5 avril     | À venir   | Everyday Host (en) | Fanworks                            | [ 70 ]  |
| P R I N T E M P S | 5 avril     | À venir   | Fire Force (saison 3, partie 1)                                                                                         | David Production                    | [ 71 ]  |
| P R I N T E M P S | 5 avril     | À venir   | Guilty Gear Strive: Dual Rulers                                                                                         | Sanzigen                            | [ 72 ]  |
| P R I N T E M P S | 5 avril     | À venir   | Kowloon Generic Romance                                                                                                 | Arvo Animation                      | [ 73 ]  |
| P R I N T E M P S | 5 avril     | À venir   | La Sorcière invincible tueuse de Slime depuis 300 ans (saison 2)                                                        | Teddy                               | [ 74 ]  |
| P R I N T E M P S | 5 avril     | À venir   | Shibuya♡Hachi (partie 3)                                                                                                | Nippon Animation                    | [ 75 ]  |
| P R I N T E M P S | 5 avril     | À venir   | Yaiba: Samurai Legend                                                                                                   | Wit Studio                          | [ 76 ]  |
| P R I N T E M P S | 6 avril     | À venir   | Beryl: de paysan à maître d'armes (en)                                                                                  | - Passione - Hayabusa Film          | [ 77 ]  |
| P R I N T E M P S | 6 avril     | À venir   | Classic★Stars (en) | Platinum Vision                     | [ 78 ]  |
| P R I N T E M P S | 6 avril     | À venir   | The Gorilla God's Go-To Girl (en)                                                                                       | - Kachigarasu - Diomedéa            | [ 79 ]  |
| P R I N T E M P S | 6 avril     | À venir   | I'm the Evil Lord of an Intergalactic Empire!                                                                           | Quad                                | ,       |
| P R I N T E M P S | 6 avril     | À venir   | Lazarus | MAPPA                               | [ 82 ]  |
| P R I N T E M P S | 6 avril     | À venir   | Maebashi Witches (en)                                                                                                   | Sunrise                             | [ 83 ]  |
| P R I N T E M P S | 6 avril     | À venir   | Shoshimin: How to become Ordinary (en) (saison 2)                                                                       | Lapin Track                         | [ 84 ]  |
| P R I N T E M P S | 6 avril     | À venir   | Uma Musume: Cinderella Gray                                                                                             | Cygames                             | [ 85 ]  |
| P R I N T E M P S | 6 avril     | À venir   | The Unaware Atelier Meister (en)                                                                                        | EMT Squared                         | [ 86 ]  |
| P R I N T E M P S | 6 avril     | À venir   | Witch Watch | Bibury Animation Studios            | [ 87 ]  |
| P R I N T E M P S | 7 avril     | À venir   | Aharen-san wa hakarenai (saison 2)                                                                                      | Felix Film                          | [ 88 ]  |
| P R I N T E M P S | 7 avril     | À venir   | Kakushite! Makina-san!! (en)                                                                                            | BloomZ (ja)                         | [ 89 ]  |
| P R I N T E M P S | 7 avril     | À venir   | The Mononoke Lecture Logs of Chuzenji-sensei - He Just Solves All the Mysteries (en)                                    | 100studio (en)                      | [ 90 ]  |
| P R I N T E M P S | 7 avril     | À venir   | My Hero Academia: Vigilantes                                                                                            | Bones                               | [ 91 ]  |
| P R I N T E M P S | 7 avril     | À venir   | Summer Pockets (en) | Feel                                | [ 92 ]  |
| P R I N T E M P S | 7 avril     | À venir   | Yandere Dark Elf: She Chased Me All the Way From Another World! (en)                                                    | Elias                               | [ 93 ]  |
| P R I N T E M P S | 7 avril     | À venir   | ZatsuTabi -That's Journey-                                                                                              | Makaria                             | [ 94 ]  |
| P R I N T E M P S | 8 avril     | À venir   | #Compass2.0 Animation Project (en)                                                                                      | Lay-duce                            | [ 95 ]  |
| P R I N T E M P S | 8 avril     | À venir   | The Shiunji Family Children                                                                                             | Doga Kobo                           | [ 96 ]  |
| P R I N T E M P S | 9 avril     | À venir   | Apocalypse Hotel | Cygames Pictures                    | [ 97 ]  |
| P R I N T E M P S | 9 avril     | À venir   | Mobile Suit Gundam GQuuuuuuX                                                                                            | - Sunrise - Khara                   | [ 98 ]  |
| P R I N T E M P S | 10 avril    | À venir   | Me and the Alien MuMu (en)                                                                                              | OLM                                 | [ 99 ]  |
| P R I N T E M P S | 10 avril    | À venir   | A Ninja and an Assassin Under One Roof                                                                                  | Shaft                               | [ 100 ] |
| P R I N T E M P S | 10 avril    | À venir   | The Too-Perfect Saint: Tossed Aside by My Fiancé and Sold to Another Kingdom                                            | Troyca                              | [ 101 ] |
| P R I N T E M P S | 12 avril    | À venir   | Teogonia (en) | Asahi Production                    | [ 102 ] |
| P R I N T E M P S | 13 avril    | À venir   | Food for the Soul (en)                                                                                                  | P.A.Works                           | [ 103 ] |
| P R I N T E M P S | 13 avril    | À venir   | mono | Soigne                              | [ 104 ] |
| P R I N T E M P S | 13 avril    | À venir   | No Longer Rangers (saison 2)                                                                                            | Yostar Pictures                     | [ 105 ] |
| É T É             | 1er juillet | À venir   | Detectives These Days Are Crazy! (en)                                                                                   | Liden Films                         | [ 106 ] |
| É T É             | 1er juillet | À venir   | Necronomico and the Cosmic Horror Show (en)                                                                             | Studio Gokumi                       | [ 107 ] |
| É T É             | 2 juillet   | À venir   | Clevatess | Lay-duce                            | [ 108 ] |
| É T É             | 2 juillet   | À venir   | Hitodzuma no kuchibiru wa kan chūhai no aji ga shite (en)                                                               | Raiose                              | [ 109 ] |
| É T É             | 2 juillet   | À venir   | Jigoku sensei Nūbē | Studio Kai                          | [ 110 ] |
| É T É             | 2 juillet   | À venir   | Reborn as a Vending Machine, I Now Wander the Dungeon (en) (saison 2)                                                   | - Studio Gokumi - AXsiZ             | [ 111 ] |
| É T É             | 3 juillet   | À venir   | Kamitsubaki City Under Construction (en)                                                                                | - Kamitsubaki Studio - Piedpiper    | [ 112 ] |
| É T É             | 3 juillet   | À venir   | New Saga (en) | - Sotsu - Studio Clutch             | [ 113 ] |
| É T É             | 3 juillet   | À venir   | Onmyo Kaiten Re:Birth Verse (en)                                                                                        | David Production                    | [ 114 ] |
| É T É             | 4 juillet   | À venir   | April Showers Bring May Flowers (en)                                                                                    | Silver Link                         | [ 115 ] |
| É T É             | 4 juillet   | À venir   | Arknights: Rise from Ember                                                                                              | Yostar Pictures (en)                | [ 116 ] |
| É T É             | 4 juillet   | À venir   | Call of the Night (saison 2)                                                                                            | Liden Films                         | [ 117 ] |
| É T É             | 4 juillet   | À venir   | DanDaDan (saison 2) | Science SARU                        | [ 118 ] |
| É T É             | 4 juillet   | À venir   | The Water Magician (en)                                                                                                 | - Typhoon Graphics - Wonderland     | [ 119 ] |
| É T É             | 4 juillet   | À venir   | Welcome to the Outcast's Restaurant! (en)                                                                               | OLM (Team Yoshioka)                 | [ 120 ] |
| É T É             | 5 juillet   | À venir   | 9-nine- Ruler's Crown (en)                                                                                              | PRA (ja)                            | [ 121 ] |
| É T É             | 5 juillet   | À venir   | Betrothed to My Sister's Ex (en)                                                                                        | LandQ Studios (en)                  | [ 122 ] |
| É T É             | 5 juillet   | À venir   | Fermat Kitchen (en) | Domerica                            | [ 123 ] |
| É T É             | 5 juillet   | À venir   | Rascal Does Not Dream of Santa Claus                                                                                    | CloverWorks                         | [ 124 ] |
| É T É             | 5 juillet   | À venir   | Rent-A-Girlfriend (saison 4, partie 1)                                                                                  | TMS Entertainment                   | [ 125 ] |
| É T É             | 5 juillet   | À venir   | Secrets of the Silent Witch                                                                                             | Studio Gokumi                       | [ 126 ] |
| É T É             | 5 juillet   | À venir   | Watari-kun's ****** Is About to Collapse (en)                                                                           | Staple Entertainment                | [ 127 ] |
| É T É             | 6 juillet   | À venir   | Apocalypse Bringer Mynoghra: World Conquest Starts with the Civilization of Ruin                                        | Maho Film                           | [ 128 ] |
| É T É             | 6 juillet   | À venir   | Bad Girl (en) | Bridge                              | [ 129 ] |
| É T É             | 6 juillet   | À venir   | Bloom | CloverWorks                         | [ 130 ] |
| É T É             | 6 juillet   | À venir   | Cultural Exchange with a Game Centre Girl (en)                                                                          | Nomad                               | [ 131 ] |
| É T É             | 6 juillet   | À venir   | Gachiakuta | Bones                               | ,       |
| É T É             | 6 juillet   | À venir   | Hotel Inhumans (en) | Bridge                              | [ 134 ] |
| É T É             | 6 juillet   | À venir   | My Dress-Up Darling (saison 2)                                                                                          | CloverWorks                         | [ 135 ] |
| É T É             | 6 juillet   | À venir   | Private Tutor to the Duke's Daughter                                                                                    | Studio Blanc (en)                   | ,       |
| É T É             | 6 juillet   | À venir   | Puniru is a Kawaii Slime (en) (saison 2)                                                                                | Tōhō Animation Studio               | [ 138 ] |
| É T É             | 6 juillet   | À venir   | Ruri Rocks (en) | Studio Bind                         | [ 139 ] |
| É T É             | 6 juillet   | À venir   | Shirohiyo - Reincarnated as a Neglected Noble: Raising My Baby Brother With Memories From My Past Life (en)             | Studio Comet                        | ,       |
| É T É             | 6 juillet   | À venir   | The Summer Hikaru Died                                                                                                  | Cygames Pictures                    | [ 142 ] |
| É T É             | 6 juillet   | À venir   | Toilet-Bound Hanako-kun (saison 2, partie 2)                                                                            | Lerche                              | [ 143 ] |
| É T É             | 6 juillet   | À venir   | Uglymug, Epicfighter (en)                                                                                               | White Fox                           | [ 144 ] |
| É T É             | 6 juillet   | À venir   | With You and the Rain                                                                                                   | Lesprit (en)                        | [ 145 ] |
| É T É             | 7 juillet   | À venir   | CITY the Animation | Kyoto Animation                     | [ 146 ] |
| É T É             | 7 juillet   | À venir   | Dekin no Mogura: The Earthbound Mole (en)                                                                               | Brain's Base                        | [ 147 ] |
| É T É             | 7 juillet   | À venir   | See You Tomorrow at the Food Court                                                                                      | Atelier Pontdarc (en)               | [ 148 ] |
| É T É             | 8 juillet   | À venir   | A Couple of Cuckoos (saison 2)                                                                                          | Okuruto Noboru                      | [ 149 ] |
| É T É             | 8 juillet   | À venir   | Grand Blue (saison 2)                                                                                                   | - Zero-G - Liber (en)               | [ 150 ] |
| É T É             | 8 juillet   | À venir   | Watashi ga koibito ni nareru wake naijan, murimuri! (※ Muri janakatta!?) (en)                                           | Studio Mother (en)                  | [ 151 ] |
| É T É             | 8 juillet   | À venir   | Nyaight of the Living Cat                                                                                               | OLM (Division 1)                    | ,       |
| É T É             | 9 juillet   | À venir   | Mr. Osomatsu (saison 4)                                                                                                 | Pierrot Films                       | [ 153 ] |
| É T É             | 9 juillet   | À venir   | The Rising of the Shield Hero (saison 4)                                                                                | Kinema Citrus                       | [ 154 ] |
| É T É             | 9 juillet   | À venir   | Turkey! Time to Strike (en)                                                                                             | Bakken Record                       | [ 155 ] |
| É T É             | 10 juillet  | À venir   | Dealing with Mikadono Sisters Is a Breeze (en)                                                                          | P.A.Works                           | [ 156 ] |
| É T É             | 10 juillet  | À venir   | Dr. Stone: Science Future (partie 2)                                                                                    | TMS Entertainment                   | [ 157 ] |
| É T É             | 10 juillet  | À venir   | I Was Reincarnated as the 7th Prince so I Can Take My Time Perfecting My Magical Ability (saison 2)                     | Tsumugi Akita Anime Lab (ja)        | [ 158 ] |
| É T É             | 10 juillet  | À venir   | New Panty & Stocking with Garterbelt                                                                                    | Trigger                             | [ 159 ] |
| É T É             | 10 juillet  | À venir   | With Vengeance, Sincerely, Your Broken Saintess                                                                         | - Imagica Infos - Imageworks Studio | [ 160 ] |
| É T É             | 11 juillet  | À venir   | Scooped Up by an S-Rank Adventurer! (en)                                                                                | Felix Film                          | ,       |
| É T É             | 11 juillet  | À venir   | Solo Camping for Two (en)                                                                                               | SynergySP                           | [ 162 ] |
| É T É             | 11 juillet  | À venir   | Tougen Anki | Studio Hibari                       | [ 163 ] |
| É T É             | 12 juillet  | À venir   | The Shy Hero and the Assassin Princesses (en)                                                                           | Connect                             | [ 164 ] |
| É T É             | 14 juillet  | À venir   | Theatre of Darkness: Yamishibai (en) (saison 15)                                                                        | ILCA                                | [ 165 ] |
| É T É             | 15 juillet  | À venir   | Sakamoto Days (partie 2)                                                                                                | TMS Entertainment                   | [ 166 ] |
| É T É             | 17 juillet  | À venir   | Utagoe wa Mille-Feuille (en)                                                                                            | Jumondō                             | [ 167 ] |
| É T É             | 19 juillet  | À venir   | Kaiju No. 8 (saison 2)                                                                                                  | Production I.G                      | [ 168 ] |
| É T É             | 19 juillet  | À venir   | Nukitashi The Animation (en)                                                                                            | Passione                            | ,       |
| É T É             | 24 juillet  | À venir   | Let's Go Karaoke ! | Doga Kobo                           | [ 171 ] |
| É T É             | 21 août     | À venir   | Captived by you | Doga Kobo                           | [ 171 ] |
| A U T O M N E     | octobre     | À venir   | Kingdom (saison 6) | - Pierrot - Studio Signpost         | [ 172 ] |
| A U T O M N E     | octobre     | À venir   | My Hero Academia (saison 8)                                                                                             | Bones                               | [ 173 ] |
| A U T O M N E     | octobre     | À venir   | One-Punch Man (saison 3)                                                                                                | J. C. Staff                         | [ 174 ] |
| A U T O M N E     | octobre     | À venir   | Sanda | Science SARU                        | [ 175 ] |
| A U T O M N E     | octobre     | À venir   | Spy × Family (saison 3)                                                                                                 | À venir                             | [ 176 ] |
| A U T O M N E     | octobre     | À venir   | To Your Eternity (saison 3)                                                                                             | À venir                             | [ 177 ] |

### Films d'animation
| Date de sortie | Titre                                                   | Studio d'animation | Réf.    |
| -------------- | ------------------------------------------------------- | ------------------ | ------- |
| 17 janvier     | Gekijо̄ban Project Sekai: Kowareta sekai to utaenai Miku | P.A.Works          | [ 178 ] |
| 19 septembre   | Chainsaw Man – Le Film : L’Arc de Reze                  | MAPPA              | [ 179 ] |

## Principales diffusions en Chine

### Séries télévisées
| Diffusion | Diffusion  | Titre                   | Studio d'animation          | Réf.    |
| Début     | Fin        | Titre                   | Studio d'animation          | Réf.    |
| --------- | ---------- | ----------------------- | --------------------------- | ------- |
| 21 mars   | 23 mai     | Super Cube              | Big Firebird Cultural Media | [ 180 ] |
| 1er mai   | 10 juillet | The All-Devouring Whale | Big Firebird Cultural Media | [ 181 ] |

### Films d'animation
| Date de sortie | Titre    | Studio d'animation   | Réf.    |
| -------------- | -------- | -------------------- | ------- |
| 29 janvier     | Ne Zha 2 | Chengdu Coco Cartoon | [ 182 ] |

## Principales diffusions enCorée du Sud

### Séries télévisées
| Diffusion | Diffusion | Titre        | Studio d'animation | Réf.    |
| Début     | Fin       | Titre        | Studio d'animation | Réf.    |
| --------- | --------- | ------------ | ------------------ | ------- |
| 14 juin   | À venir   | Pyramid Game | Pepper Conpanna    | [ 183 ] |

## Original net animation/Original video animation
| Diffusion  | Diffusion  | Titre                                         | Studio d'animation        | Réf.    |
| Début      | Fin        | Titre                                         | Studio d'animation        | Réf.    |
| ---------- | ---------- | --------------------------------------------- | ------------------------- | ------- |
| 10 avril   | 10 avril   | Moonrise (en)                                 | Wit Studio                | [ 184 ] |
| 16 avril   | 21 mai     | Lycoris Recoil -Friends are thieves of time.- | A-1 Pictures              | [ 185 ] |
| 10 juillet | 10 juillet | Léviathan (en)                                | - Orange - Qubic Pictures | [ 186 ] |